# Sobór św. Włodzimierza w Astrachaniu
Sobór św. Włodzimierza – prawosławny sobór w Astrachaniu.

## Historia
Cerkiew została wzniesiona na mocy decyzji Dumy Miejskiej z 8 czerwca 1888 jako świątynia-pomnik ku czci dziewięciusetlecia chrztu Rusi. Obiekt sakralny postanowiono zlokalizować w VI dzielnicy miasta, gdzie żyło ok. 11 tys. prawosławnych mieszkańców korzystających tylko z niewielkiej cerkwi św. Jana Chryzostoma. Komisja zajmująca się budową świątyni wskazała jako miejsce budowy działkę na brzegu Zatona, graniczącą z dzielnicą muzułmańską, także w nadziei na to, że jej otwarcie pozwoli na prowadzenie działalności misyjnej wśród wyznawców islamu.
15 lipca 1888, w czasie uroczystych obchodów chrztu Rusi, na planowane miejsce budowy świątyni przeszła procesja z biskupem astrachańskim Eugeniuszem na czele. W tym samym roku odbył się konkurs na projekt cerkwi. 10 września 1890 komisja zajmująca się budową wskazała jako najlepszy projekt architektów petersburskich W. Kosiakowa i N. Ikawitza. Do prac budowlanych przystąpiono jednak dopiero pięć lat później z powodu braku środków i epidemii cholery w Astrachaniu w 1892. 18 czerwca 1895 fundamenty nowej świątyni pobłogosławił biskup astrachański Mitrofan. Od tego momentu wznoszenie cerkwi trwało bez przeszkód dzięki darom prywatnym. W 1902 obiekt był gotowy. Na jego poświęcenie w dniu 15 lipca 1902 został zaproszony Jan Kronsztadzki. Ceremonii konsekracji przewodniczył biskup astrachański Jerzy; Jan Kronsztadzki wygłosił do zebranych pouczenie po zakończeniu uroczystości. W roku następnym hierarcha astrachański oraz Jan Kronsztadzki wyświęcili drugi ołtarz świątyni, którego patronem był św. Mikołaj Cudotwórca. W 1904 biskup Jerzy poświęcił jeszcze trzeci ołtarz św. metropolity moskiewskiego Aleksego.
Po rewolucji październikowej cerkiew została poważnie uszkodzona. Już w marcu 1919 w czasie powstania robotniczego został ostrzelany przez Czerwonych. W 1924, gdy sobór Zaśnięcia Matki Bożej w Astrachaniu został przejęty przez Żywą Cerkiew, arcybiskup astrachański Tadeusz uczynił cerkiew św. Włodzimierza soborem katedralnym eparchii. Jego funkcje świątynia pełniła do 1936, gdy została przejęta przez Żywą Cerkiew. Trzy lata później władze radzieckie zdecydowały o zamknięciu obiektu i zaadaptowaniu go na magazyn.
W latach 60. XX wieku podjęta została decyzja o wysadzeniu budynku w powietrze. Dwukrotnie jednak, z powodu protestów miejscowych mieszkańców, do rozbiórki nie doszło. W związku z tym władze miejskie w 1967 postanowiły przebudować cerkiew na dworzec autobusowy, niszcząc zachowane jeszcze freski we wnętrzu, budując betonowy strop pod kopułami i umieszczając publiczne toalety w dawnym pomieszczeniu ołtarzowym.
W 1992 patriarcha moskiewski i całej Rusi Aleksy II rozpoczął starania o odzyskanie świątyni przez Rosyjski Kościół Prawosławny. Przedstawiciele władz miejskich twierdzili jednak, że szybkie przeniesienie dworca autobusowego w inne miejsce nie jest możliwe. Dopiero w 1997 rada miejska zdecydowała o przywróceniu obiektowi funkcji sakralnych i założeniu fundacji, która miała koordynować działania podejmowane w tym kierunku. W 1998 rada miejska ostatecznie postanowiła o przeniesieniu dworca autobusowego na teren dworca kolejowego w Astrachaniu, a arcybiskup astrachański Jonasz mianował pierwszego od dziesięcioleci proboszcza parafii św. Włodzimierza. W tym samym roku w budynku, który nadal pełnił świeckie funkcje, miało miejsce pierwsze od 1936 nabożeństwo. Dworzec autobusowy ostatecznie opuścił obiekt dopiero w lipcu 1999. Pierwsza Święta Liturgia została odprawiona w cerkwi w październiku tego samego roku. W 2002 patriarcha Aleksy II dokonał ponownego poświęcenia obiektu.

## Architektura
Cerkiew została wzniesiona w stylu neobizantyńskim. W jego wnętrzu znajdują się freski wykonane według projektów rosyjskiego malarza Niestierowa-Lepioszkina. Wśród kompozycji malarskich wyróżniały się wyobrażenia Matki Bożej oraz Boga Ojca Pana Zastępów usytuowane w pomieszczeniu ołtarzowym. Ikonostasy w soborze były konstrukcjami drewnianymi wykonanymi przez D. Szepielowa, artystę z Astrachania. Budowniczowie cerkwi zamierzali zastąpić je ikonostasami marmurowymi z mozaicznymi ikonami, jednak nie wiadomo, czy projekt ten został kiedykolwiek zrealizowany.